# VM i ishockey 1959
Verdensmesterskabet i ishockey 1959 var det 26. verdensmesterskab i ishockey gennem tiden, arrangeret af IIHF. For de europæiske hold gjaldt mesterskabet endvidere som det 37. europamesterskab. Turneringen blev spillet i Tjekkoslovakiet i perioden 5. – 15. marts 1959.
De 15 tilmeldte hold var det højeste antal efter 2. verdenskrig, og derfor blev VM afviklet i to niveuer. De 12 bedste hold spillede "A-VM", mens de sidste tre hold sammen med et tjekkoslovakisk B-hold spillede "B-VM", som blev kaldt "europæisk kriterium". Ved A-VM blev der først spillet en indledende runde i tre grupper, hvorfra de to bedste i hver gruppe gik videre til finalerunden om 1.-6.pladsen, mens de sidste seks hold spillede videre i placeringsrunden om pladserne 7-12.
Det blev en spændende turnering, som ingen hold kom ubesejrede igennem. Canada vandt VM for 18. gang foran Sovjetunionen, der måtte nøjes med sølv og dermed EM-titlen (for femte gang). I den indbyrdes kamp mellem guld- og sølvmedaljevinderne vandt Canada 3-2 over Sovjetunionen. Værtslandet Tjekkoslovakiet tog sig af bronzemedaljerne efter lige nøjagtig at være sluttet foran USA på bedre målkvotient.
Turneringen bød også på det første møde nogensinde mellem Vesttyskland og Østtyskland, der mødtes i placeringsrunden. Vesttyskerne vandt det prestigefyldte møde med hele 8-0.

## A-VM

### Indledende runde
De 12 lande var inddelt i tre grupper med fire hold. De to bedste fra hver gruppe gik videre til finalerunden, mens de øvrige hold fortsatte i placeringsrunden.
Gruppe A i Bratislava
| Dato | Kamp                      | Res. | Perioder       |
| ---- | ------------------------- | ---- | -------------- |
| 5.3. | Tjekkoslovakiet - Schweiz | 9-0  | 3-0, 2-0, 4-0  |
| 5.3. | Canada - Polen            | 9-0  | 4-0, 3-0, 2-0  |
| 6.3. | Canada - Schweiz          | 23-0 | 10-0, 4-0, 9-0 |
| 6.3. | Tjekkoslovakiet - Polen   | 13-1 | 5-0, 3-0, 5-1  |
| 7.3. | Schweiz - Polen           | 8-3  | 4-1, 2-1, 2-1  |
| 7.3. | Canada - Tjekkoslovakiet  | 7-2  | 1-0, 6-0, 0-2  |

| Gruppe A        | Kampe | Mål  | Point |
| --------------- | ----- | ---- | ----- |
| Canada          | 3     | 39-2 | 6     |
| Tjekkoslovakiet | 3     | 24-8 | 4     |
| Schweiz         | 3     | 8-35 | 2     |
| Polen           | 3     | 4-30 | 0     |

Gruppe B i Brno
| Dato | Kamp                  | Res. | Perioder      |
| ---- | --------------------- | ---- | ------------- |
| 5.3. | Sovjetunionen - DDR   | 6-1  | 2-0, 2-1, 2-0 |
| 5.3. | USA - Norge           | 10-3 | 3-0, 4-1, 3-2 |
| 6.3. | USA - DDR             | 9-2  | 3-0, 3-1, 3-1 |
| 6.3. | Sovjetunionen - Norge | 13-1 | 7-1, 3-0, 3-0 |
| 7.3. | Norge - DDR           | 6-3  | 2-2, 3-0, 1-1 |
| 7.3. | Sovjetunionen - USA   | 5-3  | 1-1, 1-1, 3-1 |

| Gruppe B      | Kampe | Mål   | Point |
| ------------- | ----- | ----- | ----- |
| Sovjetunionen | 3     | 24-4  | 6     |
| USA           | 3     | 22-10 | 4     |
| Norge         | 3     | 10-26 | 2     |
| DDR           | 3     | 6-21  | 0     |

Gruppe C i Ostrava
| Dato | Kamp                   | Res. | Perioder      |
| ---- | ---------------------- | ---- | ------------- |
| 5.3. | Sverige - Italien      | 11-0 | 3-0, 4-0, 4-0 |
| 5.3. | Finland - Vesttyskland | 5-3  | 0-0, 1-2, 4-1 |
| 6.3. | Vesttyskland - Italien | 7-2  | 4-1, 1-0, 2-1 |
| 6.3. | Sverige - Finland      | 4-4  | 2-1, 2-1, 0-2 |
| 7.3. | Italien - Finland      | 5-4  | 2-1, 1-0, 2-3 |
| 7.3. | Sverige - Vesttyskland | 6-1  | 0-0, 2-1, 4-0 |

| Gruppe C     | Kampe | Mål   | Point |
| ------------ | ----- | ----- | ----- |
| Sverige      | 3     | 21-5  | 5     |
| Finland      | 3     | 13-12 | 3     |
| Vesttyskland | 3     | 11-13 | 2     |
| Italien      | 3     | 7-22  | 2     |

### Placeringsrunde
De to lavest placerede hold fra hver indledende gruppe gik videre til placeringsrunden, hvor der blev spillet om placeringerne 7-12. Kampene blev spillet i Kladno, Mladá Boleslav og Kolín.
| Dato  | Kamp                   | Res. | Perioder      |
| ----- | ---------------------- | ---- | ------------- |
| 9.3.  | DDR - Polen            | 5-1  | 3-1, 1-0, 1-0 |
| 9.3.  | Norge - Schweiz        | 4-4  | 1-2, 1-1, 2-1 |
| 9.3.  | Vesttyskland - Italien | 2-2  | 0-0, 0-2, 2-0 |
| 10.3. | Norge - Italien        | 4-3  | 1-3, 2-0, 1-0 |
| 10.3. | Vesttyskland - Polen   | 5-3  | 1-1, 2-1, 2-1 |
| 10.3. | DDR - Schweiz          | 6-2  | 2-1, 2-0, 2-1 |
| 11.3. | Vesttyskland - DDR     | 8-0  | 2-0, 4-0, 2-0 |
| 11.3. | Italien - Schweiz      | 4-1  | 0-0, 3-0, 1-1 |
| 11.3. | Norge - Polen          | 4-3  | 2-2, 1-0, 1-1 |
| 13.3. | DDR - Italien          | 8-6  | 3-3, 3-3, 2-0 |
| 13.3. | Vesttyskland - Norge   | 9-4  | 3-2, 3-1, 3-1 |
| 13.3. | Polen - Schweiz        | 2-1  | 0-1, 1-0, 1-0 |

| Dato  | Kamp                   | Res. | Perioder      |
| ----- | ---------------------- | ---- | ------------- |
| 14.3. | Vesttyskland - Schweiz | 6-0  | 2-0, 2-0, 2-0 |
| 14.3. | Italien - Polen        | 5-2  | 0-1, 2-1, 3-0 |
| 14.3. | Norge - DDR            | 4-1  | 1-0, 2-0, 1-1 |

| Placeringsrunde | Kampe | Mål   | Point |
| --------------- | ----- | ----- | ----- |
| Vesttyskland    | 5     | 30-9  | 9     |
| Norge           | 5     | 20-20 | 7     |
| DDR             | 5     | 20-21 | 6     |
| Italien         | 5     | 20-17 | 5     |
| Polen           | 5     | 11-20 | 2     |
| Schweiz         | 5     | 8-22  | 1     |

### Finalerunde
De to bedste hold fra hver indledende gruppe gik videre til finalerunden, hvor der blev spillet om 1.-6.pladsen. Alle kampene blev spillet i Prag.
| Dato  | Kamp                            | Res. | Perioder      |
| ----- | ------------------------------- | ---- | ------------- |
| 9.3.  | Canada - Finland                | 6-0  | 3-0, 1-0, 2-0 |
| 9.3.  | Sovjetunionen - USA             | 5-1  | 1-0, 1-0, 3-1 |
| 9.3.  | Tjekkoslovakiet - Sverige       | 4-1  | 3-0, 0-1, 1-0 |
| 10.3. | Tjekkoslovakiet - Finland       | 8-2  | 3-1, 3-0, 2-1 |
| 10.3. | USA - Sverige                   | 7-1  | 2-0, 3-0, 2-1 |
| 11.3. | USA - Finland                   | 10-3 | 5-2, 2-0, 3-1 |
| 11.3. | Canada - Sovjetunionen          | 3-1  | 2-0, 0-0, 1-1 |
| 12.3. | Canada - Sverige                | 5-0  | 1-0, 2-0, 2-0 |
| 12.3. | Sovjetunionen - Tjekkoslovakiet | 4-3  | 2-1, 0-2, 2-0 |
| 13.3. | Sverige - Finland               | 7-1  | 1-0, 0-4, 2-2 |
| 13.3. | USA - Tjekkoslovakiet           | 4-2  | 1-0, 3-1, 0-1 |
| 14.3. | Canada - USA                    | 4-1  | 1-0, 1-0, 2-1 |

| Dato  | Kamp                     | Res. | Perioder      |
| ----- | ------------------------ | ---- | ------------- |
| 14.3. | Sovjetunionen - Finland  | 6-1  | 4-0, 0-1, 2-0 |
| 15.3. | Sovjetunionen - Sverige  | 4-2  | 0-2, 2-0, 2-0 |
| 15.3. | Tjekkoslovakiet - Canada | 5-3  | 2-0, 1-1, 2-2 |

| Finalerunde     | Kampe | Mål   | Point |
| --------------- | ----- | ----- | ----- |
| Canada          | 5     | 21-7  | 8     |
| Sovjetunionen   | 5     | 20-10 | 8     |
| Tjekkoslovakiet | 5     | 22-14 | 6     |
| USA             | 5     | 23-15 | 6     |
| Sverige         | 5     | 6-21  | 2     |
| Finland         | 5     | 7-32  | 0     |

### Samlet rangering
| VM 1959 | VM 1959         |
| ------- | --------------- |
| Guld    | Canada          |
| Sølv    | Sovjetunionen   |
| Bronze  | Tjekkoslovakiet |
| 4.      | USA             |
| 5.      | Sverige         |
| 6.      | Finland         |
| 7.      | Vesttyskland    |
| 8.      | Norge           |
| 9.      | DDR             |
| 10.     | Italien         |
| 11.     | Polen           |
| 12.     | Schweiz         |

| EM 1959 | EM 1959         |
| ------- | --------------- |
| Guld    | Sovjetunionen   |
| Sølv    | Tjekkoslovakiet |
| Bronze  | Sverige         |
| 4.      | Finland         |
| 5.      | Vesttyskland    |
| 6.      | Norge           |
| 7.      | DDR             |
| 8.      | Italien         |
| 9.      | Polen           |
| 10.     | Schweiz         |

## B-VM
De tre hold, der ikke blev plads til ved A-VM, Rumænien, Ungarn og Østrig, spillede "Europæisk kriterium" – senere kaldt B-VM, sammen med et tjekkoslovakisk B-hold, der egentlig deltog uden for konkurrence. Kampene blev spillet i Prag og Plzeň.
| Dato  | Kamp                         | Res. | Perioder      |
| ----- | ---------------------------- | ---- | ------------- |
| 5.3.  | Tjekkoslovakiet B - Rumænien | 3-0  | 1-0, 1-0, 1-0 |
| 6.3.  | Ungarn - Østrig              | 3-2  | 1-0, 2-0, 0-2 |
| 7.3.  | Tjekkoslovakiet B - Ungarn   | 17-2 | 6-0, 9-2, 2-0 |
| 8.3.  | Rumænien - Østrig            | 5-2  | ?             |
| 9.3.  | Tjekkoslovakiet B - Østrig   | 7-1  | ?             |
| 10.3. | Rumænien - Ungarn            | 7-2  | 0-1, 5-0, 2-1 |

| B-VM              | Kampe | Mål  | Point |
| ----------------- | ----- | ---- | ----- |
| Tjekkoslovakiet B | 3     | 27-3 | 6     |
| Rumænien          | 3     | 12-7 | 4     |
| Ungarn            | 3     | 9-26 | 2     |
| Østrig            | 3     | 5-15 | 0     |